# Gitam
Gitam (Dictamnus hispanicus) és una planta amb flor que pertany a la família Rutaceae És una herba de diverses tiges de fins a 70 cm d'alçada, molt aromàtica i de fulles compostes. El fruit és en càpsula.
Només creix a l'est de la península Ibèrica en terrenys pedregosos i boscos més aviat secs. Està distribuïda des del Baix Penedès fins al Baix Vinalopó i punts de la regió de Múrcia. Al País Valencià arriba a créixer fins als 1.300 metres d'altitud però no passa dels 900 a Catalunya.
És una planta medicinal; al gitam se li atribueixen propietats abortives i hipotensores. La recerca continuada d'aquesta herba per part dels herbolaris junt amb la seva restringida distribució l'han fet quasi desaparèixer. A les comarques al voltant de la Serra Mariola (sud del País Valencià) és coneguda amb el nom de timó reial.
El gitam és el principal ingredient d'una beguda alcohòlica coneguda com a gitam a la comarca dels Ports de Morella. El gitam o timó reial forma part amb altres plantes aromàtiques d'una beguda alcohòlica coneguda amb el nom de Herbero de la Serra de Mariola al sud del País Valencià.